# Antoine Eito
Antoine Eito, né le 6 avril 1988 à Barbezieux, est un joueur français de basket-ball. Il mesure 1,86 m, et joue aux postes de meneur et d'arrière.

## Biographie
Il est passé par le CREPS de Boivre (Poitou-Charentes) avant de rejoindre l'ASVEL Lyon-Villeurbanne en 2006.
Le 31 mai 2013, il retourne au Mans pour deux saisons.
Le 9 juin 2015, il retourne à Orléans où il signe un contrat de deux ans.
Le 30 décembre 2015, il participe à son premier All-Star Game.
Le 29 décembre 2018, il participe pour la seconde fois au All-Star Game.
En juillet 2021, Eito s'engage avec Chalon-sur-Saône pour une durée de trois saisons.
À l'aube de la pré-saison 2024-2025, il signe avec les Sharks d'Antibes pour deux saisons.

## Équipe de France
Le 6 mai 2014, il fait partie des remplaçants de la liste des seize joueurs pré-sélectionnés pour l'équipe de France A' pour effectuer une tournée en Chine et en Italie durant le mois de juin.

## Palmarès
- Vainqueur de la Coupe de France en 2008
- Champion de France en 2009 avec l'ASVEL
- Vainqueur de la Leader's Cup en 2014 avec Le Mans Sarthe Basket
- Vainqueur du All-Star Game 2015
- Champion de France en 2018 avec Le Mans Sarthe Basket
- Médaille de bronze à la Coupe du monde de basket-ball 3×3 2022[7]
- Vainqueur des Playoffs de Pro B en 2023 avec l’Elan Chalon[8]